# Paradactylopodia simillima
Paradactylopodia simillima är en kräftdjursart som först beskrevs av Brady 1910.  Paradactylopodia simillima ingår i släktet Paradactylopodia och familjen Thalestridae. Inga underarter finns listade i Catalogue of Life.